# Сафонов, Михаил Семёнович
Михаил Семёнович Сафонов (17 января 1938 — 25 февраля 2005) — советский и российский химик, специалист в области химической технологии и химической энергетики. Профессор химического факультета МГУ, заведующий кафедрой химической технологии МГУ (1996—2004). Член Научных советов РАН «Теоретические основы химической технологии» и «Химическая термодинамика и термохимия». Член рабочей группы по охране окружающей среды Европейской федерации инженерной химии. Автор трёх книг, двух учебных пособий и более 200 научных публикаций и изобретений.

## Биография
Родился 17 января 1938 году. Окончил химический факультет в 1961 году. Защитил кандидатскую диссертацию по теме «Стационарные процессы ионообменной сорбции в колоннах» в 1966 году. Защитил докторскую диссертацию по теме «Исследования в области теории и моделирования процессов массообмена и разделения близких по свойствам веществ» в 1977 году. Диссертации были выполнены в лаборатории стабильных изотопов. В 1988 получил должность профессора химического факультета МГУ. Исполнял обязанности заведующего кафедры химической технологии химического факультета МГУ с 1994 по 1996 год, заведовал кафедрой с 1996 по 2004 год. Вошел в редколлегию журналов «Журнал физической химии» в 2000 году и «Катализ в промышленности» в 2001 году.

## Научная деятельность
Научные интересы включали изучение химической микрокинетики, теоретических основ химической технологии и химической энергетики, разработку новых теормодинамических циклов окисления органического топлива и тепловых насосов с химически активным рабочим веществом, разработку гетерогенно-каталитических и адсорбционных аппаратов с регулярным расположением активного материала. Изучал динамику сорбции и ионного обмена, методы разделения химических изотопов химическим обменом, макрокинетику ферментативных систем.
Обосновал эффективность иерархической пространственной структуры технологических контактных систем (каталитических, адсорбционных, терморегенеративных), ввел и развил представление об идеальных адиабатно-изоэнтропных траекториях химических процессов.

### Энерготехнологии
Сафонов обосновал новые термодинамические циклы для окисления природного газа. Существенный термодинамический эффект достигается за счёт оптимального сопряжения химических процессов конверсии и окисления топлива с механическими процессами сжатия и расширения рабочей смеси. Предложил концепцию двухуровневой структуры конвективного транспорта в контактных аппаратах. (М. С. Сафонов, Н. М. Воскресенский. «О транспортной структуре контактных аппаратов» Теор. основы хим. технол., 22, N 4, с. 463—475, 1988)

### Динамика сорбции и ионного обмена
Разработал теорию ряда противоточных процессов разделения близких по свойствам веществ. Часть работ учёного посвящены процессу ионообменной сорбции, которые применимы, в частности, для очистки и предупреждения загрязнений водных сред. (В. И. Горшков, М. С. Сафонов, Н. М. Воскресенский. Ионный обмен в противоточных колоннах. М., Наука, 1981, 224с). С 2002 по 2003 год совместно с коллегами работал над научно-исследовательской темой «Разработка термодинамически эффективных процессов газоразделения с использованием наносорбентов»

### Применение иммобилизованных ферментов
В 1970-х — 80-х годах в МГУ бурно развивалась инженерная энзимология. Михаил Семёнович также изучал данную тему и в 1983 году совместно с Н. М. Воскресенским, С. Б. Пожарским была написана глава книги («Химическая и биологическая кинетика») по макрокинетике ферментативных систем.

## Педагогическая деятельность
В 1977 году Сафонов при поддержке И. В. Березина разработал курс «Химическая макрокинетика». Этот труд был позитивным шагом в плане установления связи между курсами физической химии и химической технологии. В 1983 году этот курс вошёл в качестве базовой составной части в обновлённый курс химической технологии.
Под редакцией М. С. Сафонова и Л. В. Кубасова вышла программа курса «Химическая технология», издано учебное пособие для студентов и аспирантов университетов «Избранные главы химической технологии. Критерии термодинамического совершенства технологических систем». Данный курс отражает тенденции эволюции «больших» технологических систем, обеспечивающих общество энергоносителями и основными типами материалов и продуктов, технологические аспекты программ долговременного устойчивого развития цивилизации.

## Основные труды
- Горшков В. И., Сафонов М. С., Воскресенский Н. М. Ионный обмен в противоточных колоннах. М.: Наука, 1981.
- Горшков В. И., Сафонов М. С., Пожарский С. Б. Раздел «Макрокинетика ферментативных систем» в книге «Химическая и биологическая кинетика». М.: Наука,1983.
- Сафонов М. С. Термодинамическая эффективность двухстадийного окисления водорода с участием твердофазного интермедиатора // Доклады РАН, 1994, Т.338 № 5.
- Сафонов М. С. Химическая технология как часть фундаментальной химии // Российский химический журнал, 1996, № 3, с. 89-99.
- Грановский М. С., Сафонов М. С. Комбинированная парогазовая энергетическая установка. Патент РФ № 2050443, приор. 24.06.1993.
- Грановский М. С., Сафонов М. С. Способ каталитической конверсии природного газа. Патент РФ № 2097314, приор. 01.02.1996.
- Сафонов М. С. Учебное пособие «Избранные главы химической технологии. Критерии термодинамического совершенства технологических систем». 1998.
- М. С. Сафонов, С. Б. Пожарский. Учебное пособие «Избранные главы химической технологии. Метод интегральных уравнений баланса потоков массы, энергии и эксергии в анализе химико-технологических систем». 2003.